# Microconomma
Microconomma is een geslacht van hooiwagens uit de infraorde Grassatores.
De wetenschappelijke naam Microconomma is voor het eerst geldig gepubliceerd door Roewer in 1915. 

## Soorten
Microconomma is monotypisch en omvat slechts de volgende soort:
- Microconomma armatipes